# Рикове
Рикове (крим. Orta-Quyu, з 1930 по 2016 роки — Партизани) — селище в Україні, у Генічеській міській громаді Генічеського району Херсонської області.

## Географічне розташування
Селище міського типу Рикове розташоване по обидва боки залізниці Федорівка — Мелітополь — Джанкой. У центрі селища знаходиться залізнична станція Партизани, на південно-західній околиці селища — переїзд через залізничні колії.
За 3 км на південний схід від селища проходить автомагістраль М18 (Харків — Сімферополь).
Від смт Рикове ведуть автошляхи до навколишніх сіл — Азовського, Догмарівки, Рівного, Петрівки.

## Населення

### Чисельність
| 1970    | 1979    | 1989    | 2001    | 2003    | 2004    | 2005    |
| ------- | ------- | ------- | ------- | ------- | ------- | ------- |
| 4 201   | ▼ 4 183 | ▼ 3 952 | ▼ 3 882 | ▼ 3 841 | ▼ 3 801 | ▼ 3 742 |
| 2006    | 2007    | 2008    | 2009    | 2010    | 2011    | 2012    |
| ▼ 3 706 | ▼ 3 684 | ▼ 3 635 | ▼ 3 621 | ▬ 3 621 | ▼ 3 604 | ▲ 3 621 |
| 2013    | 2014    | 2015    | 2016    | 2017    | 2018    | 2019    |
| ▼ 3 589 | ▼ 3 567 | ▼ 3 552 | ▼ 3 528 | ▼ 3 514 | ▲ 3 508 | ▲ 3 524 |
| 2020    | 2021    | 2022    |         |         |         |         |
| ▼ 3 503 | ▬ 3 501 | ▼ 3 487 |         |         |         |         |

### Мова
Розподіл населення за рідною мовою за даними перепису 2001 року:
| Мова              | Кількість | Відсоток |
| ----------------- | --------- | -------- |
| українська        | 1557      | 39.81%   |
| російська         | 1218      | 31.14%   |
| кримськотатарська | 50        | 1.28%    |
| циганська         | 8         | 0.20%    |
| білоруська        | 3         | 0.08%    |
| вірменська        | 3         | 0.08%    |
| румунська         | 3         | 0.08%    |
| болгарська        | 3         | 0.08%    |
| німецька          | 1         | 0.03%    |
| інші/не вказали   | 1065      | 27.22%   |
| Усього            | 3911      | 100%     |

## Історія
Дільниця залізниці Мелітополь — Сімферополь введена в експлуатацію 14 жовтня 1874 року. У тому ж 1874 році відкрита залізнична станція Рикове, поклавши початок нинішнього селища.
У 1918—1920 роках влада у селі змінювалась декілька разів, доки остаточно не ствердилась більшовицька окупація.
31 жовтня 1943 року селище звільнене від німецької окупації. 792 жителя селища билися на фронті, 514 з них загинули. У селищі встановлено пам'ятники на честь загиблих воїнів-односельчан та воїнів, загиблих при звільненні селища.
У 1930 році Рикове було перейменовано в Партизани і з 1960 року отримало статус селище.
До 1980 року в Партизанах працювали відділення сільгосптехніки, районне об'єднання сільгоспхімії, елеватор, ремонтний завод, міжрайбаза, нафтобаза, винний цех, заготівельна контора, комбікормовий завод, хлібозавод, тягова підстанція, дорожньо-будівельна дільниця № 47. У селищі розміщувалася центральна садиба колгоспу «Комуніст». Працювали середня школа, консультаційний пункт районної заочної середньої школи, бібліотека, клуб на 220 місць, парк культури, дільнична амбулаторія, аптека, двоє ясел-садків на 200 місць, 12 магазинів, ресторан, побуткомбінат, відділення зв'язку, АТС на 200 номерів, ощадкаса.
18 жовтня 2015 року в Партизанах повалено пам'ятник Леніну.
У 2016 році, в ході декомунізації в Україні, селищу було повернуто його історичну назву Рикове.
12 червня 2020 року, відповідно до Розпорядження Кабінету Міністрів України № 726-р «Про визначення адміністративних центрів та затвердження територій територіальних громад Херсонської області», увійшло до складу Генічеської міської громади.
17 липня 2020 року, в результаті адміністративно-територіальної реформи та ліквідації колишнього Генічеського району увійшло до складу новоутвореного Генічеського району.

### Російсько-українська війна
24 лютого 2022 року, в перший день повномасштабного вторгнення, село тимчасово окуповане російськими військами, які атакували Херсонську Область з тимчасового захопленого Кримського півострову.
18 червня 2023 року, в перші тижні українського контрнаступу, Сили Оборони України за допомогою крилатої аркети Storm Shadow уразили склад боєприпасів російських загарбників, який знаходився на території місцевого елеватора, повз який проходить залізниця. Вторинні детонації боєприпасів тривали протягом кількох годин. Внаслідок цієї атаки загинули 23 військовослужбовці з воронезького батальйону «Днепр» — в/ч 95340.

## Економіка
У селищі працюють елеватор, міжрайбаза, ряд малих підприємств та сільськогосподарських фірм.

## Релігія
У селищі діє мусульманська громада ДУМУ.
У селищі діє мечеть, що об'єднує кримських татар та турків-месхетинців.

## Об'єкти соціальної сфери
- Партизанська ЗОШ. У 2013 році у школі навчалися 389 учнів і 20 класів (при нормативної наповнюваності 847 учнів і наявності 54 навчальних приміщень). У школі працюють 62 співробітника, в тому числі 30 педагогів. Профілі школи — технічний, української філології, біолого-хімічний, правовий.
- Дитячий садок № 7 «Росинка».

## Відомі особистості
В поселенні народився:
- Стахов Олексій Петрович (* 1939) — український математик.